# Хорошун Леонід Петрович
Хорошун Леонід Петрович (нар. 25 квітня 1937, Любеч, Україна) — вчений в галузі механіки, доктор фізико-математичних наук, член-кореспондент Національної Академії наук України, лауреат Державної премії УРСР (1988).

## Життєпис
Народився 25 квітня 1937 р. в с. Любеч Чернігівської області. Після закінчення у 1959 р. фізико-математичного факультету Київського державного університету і відтоді працює в Інституті механіки імені С.Тимошенка НАН України.
У 1963 р. Л. П. Хорошун захистив кандидатську, а в 1970-му — докторську дисертації. Від 1973 року він працює завідувачем відділу, нині очолює відділ механіки стохастично неоднорідних середовищ. Л. П. Хорошун — член Національного комітету України з теоретичної і прикладної механіки, редколегії міжнародного журналу «Прикладная механика».

## Науковий вклад
На початку 60-х років Л. П. Хорошун запропонував єдину теорію класичної термодинаміки і термодинаміки незворотних процесів, що базується на двох формах представлення приросту внутрішньої енергії системи. На її основі досліджено загальні закономірності реологічних співвідношень і теорії пружнов'язкопластичного деформування та зміцнення матеріалів з урахуванням прихованої енергії деформації. У цей же час методом комплексних потенціалів він дає представлення розв'язку рівнянь плоских фізично-нелінійних задач теорії пружності і в'язкопружності та досліджує вплив фізичної нелінійності на концентрацію напружень біля криволінійних отворів.
Подальші роки пов'язані з розробкою ученим теорії прогнозування ефективних фізико-механічних властивостей композитних матеріалів і рідинно-дисперсних сумішей стохастичної структури. Запропоновано одноточкове наближення і метод умовних моментів для розв'язку статистично нелінійних диференціальних рівнянь деформування і теплопровідності структурно-неоднорідних середовищ. Леонід Петрович дослідив закономірності впливу компонентів і параметрів мікроструктури на ефективні властивості шаруватих матеріалів, матеріалів, зміцнених дисперсними частинками, односпрямованими і багатоспрямованими неперервними і дискретними волокнами, матеріалів, ослаблених стохастично розташованими порами і тріщинами.
На основі стохастичних рівнянь механіки і термодинаміки для структурно-неоднорідних середовищ Л. П. Хорошун побудував уточнені варіанти теорії пружних насичених рідиною середовищ, рівнянь двотемпературної теплопровідності і двокомпонентних пружних сумішей. Встановлено узагальнений закон Дарсі, що враховує пружність твердої фази. Визначено коефіцієнти рівнянь двофазних середовищ через фізико-механічні властивості фаз і геометрію структури. Досліджено ефекти, зумовлені двофазністю у пружних сумішах і насичених рідиною масивах.
Ідеї і моделі механіки композитних матеріалів, запропоновані вченим, продовжені у циклі робіт, присвячених шаруватим пластинам і оболонкам. Розроблено новий метод побудови прикладної теорії шаруватих пластин і оболонок, що базується на уявленні про однорідний у площині напружено-деформівний стан тонкостінного елемента довільної за товщиною структури. Одержано рівняння без урахування і з урахуванням поперечних дотичних напружень, визначено приведені жорсткості шаруватого тонкостінного елемента, досліджено задачі статики, динаміки і стійкості.
На початку нового тисячоліття Л. П. Хорошун зацікавився фундаментальними питаннями макроекономіки і створенням математичних моделей динаміки виробництва, грошей і цін. Він запропонував новий принцип побудови теорії виробничих функцій, що базується на формулюванні фізично наочних диференційних рівнянь динаміки виробництва у матеріальній формі для закритої і відкритої економіки, які враховують продуктивність, амортизацію і накопичення реального капіталу.

## Наукові праці
Перу вченого належить понад 290 наукових праць, у тому числі 10 монографій.
- К основам термомеханики пористых насыщенных сред // Прикладная механика. — 1988.- Т.24, № 4. — С.3 −13.
- К теории изотропного деформирований упругих тел со случайными неоднородностями // Прикладная механика. — 1967.- Т.3, № 9. — С.12 −19.
- Математические модели и методы механики стохастических композитных материалов // Прикладная механика. — 2000.- Т.36, №.10 — С.30 −62.
- Метод условных моментов в задачах механики композитных материалов // Прикладная механика. — 1987.- Т.23, №.10 — С. 100–108.
- Методы теории случайных функций в задачах о макроскопических свойствах микронеоднородных сред // Прикладная механика. — 1978.- Т.14, № 2. — С.3 −17.
- О математической модели неоднородного деформирования композитов // Прикладная механика. — 1996.- Т.32, № 5. — С.22 −29.
- О построении уравнений слоистых пластин и оболочек // Прикладная механика. — 1969.- Т.14, № 10. — С. 3 −21.
- Основы микромеханики повреждаемости материала. 1. Кратковременная повреждаемость. // Прикладная механика. — 1998.- Т.34, № 10. — С. 120–127.
- Построение уравнений механики сплошной среды на основе потенциала Леннард-Джонса // Прикладная механика. — 1995.- Т.31, № 7. — С.25 −37.
- Прогнозирование термоупругих свойств материалов, упрочненных однонаправленными дискретными волокнами // Прикладная механика. — 1974.- Т.10, № 12. — С. 23-30.
- Термодинамические основы реологии // Прикладная механика. — 1965.- Т.1, № 1. — С. 92-97.
- Упругие свойства материалов, армированных однонаправленными короткими волокнами // Прикладная механика. — 1972.- Т.8, № 12. — С.86 — 92.
- Дискретизация плоской задачи о растяжении тела с трещиной при нелинейном законе деформирования // ПРИКЛАДНАЯ МЕХАНИКА, Том 46, № 11, 2010
- К основам теории упруго вязкопластического деформирования и упрочнения материалов // ПРИКЛАДНАЯ МЕХАНИКА, Том 44, № 2, 2008
- Основы микромеханики повреждаемости материала. 2. Длительная повреждаемость // ПРИКЛАДНАЯ МЕХАНИКА, Том 43, № 2, 2007
- Построение динамических уравнений электромагнитомеханики диэлектриков и пьезоэлектриков на основе двухконтинуумной механики, Фізико-математичне моделювання та інформаційні технології 2006, вип. 3, 177–198
- Системная модель двухконтинуумной механики диэлектриков как основа электродинамики и теории мирового эфира, Системні дослідження та інформаційні технології, 2003, № 2 109
- Математические модели динамики производства в макроэкономике, Математичні методи, моделі, проблеми i технології дослідження складних систем, 2002
- Математическая модель динамики денег и цен в макроэкономике при простом воспроизводстве — доклады НАН Украины, 2002

## Сім'я
- Син - Яхін Сергій Леонідович
- Дочка - Хорошун Тетяна Леонідівна
- Онуки - Хорошун Ангеліна Юріївна